# Juliomys
Juliomys är ett släkte i familjen hamsterartade gnagare med tre levande arter och en utdöd art som förekommer i Sydamerika. Släktet etablerades året 2000 för arten Juliomys pictipes som fram till denna tidpunkt listades i släktet Wilfredomys.
- Juliomys pictipes lever i sydöstra Brasilien och i angränsande områden av Argentina. Den vistas i skogar i låglandet och i bergstrakter upp till 2000 meter över havet.[2]
- Juliomys rimofrons observerades bara i några från varandra skilda områden i delstaterna Rio de Janeiro, Minas Gerais och São Paulo (Brasilien). Den beskrevs 2002 som art. Arten vistas i bergsskogar.[2]
- Juliomys ossitenius blev 2007 beskriven. Den lever i de brasilianska delstaterna Espírito Santo och São Paulo.[3]
- Juliomys anoblepas är utdöd, den listades ursprungligen i släktet aftonmöss (Calomys) och flyttades 2011 till Juliomys.[4]

Arterna klättrar i träd och annan växtlighet.